# Spectre (film)
 For alternative betydninger, se Spectre. (Se også artikler, som begynder med Spectre)
Spectre er den 24. spillefilm i Eon Productions' serie om den hemmelige britiske agent James Bond, der blev skabt af Ian Fleming. Filmen er den anden i serien, der er instrueret af Sam Mendes, mens rollelisten tæller blandt andre Daniel Craig i sin fjerde film som James Bond og Christoph Waltz som skurken Ernst Stavro Blofeld. Manuskriptet er skrevet af Neal Purvis, Robert Wade, John Logan og Jez Butterworth. Filmens tema, Writing's on the Wall, blev indspillet af sangeren Sam Smith. Filmen distribueres af Metro-Goldwyn-Mayer (MGM) og Columbia Pictures. Med et budget på anslået 245 mio. USD er den hidtil dyreste Bond-film og en af de dyreste film, der i det hele taget er blevet produceret. Filmen indbragte over 880 mio. USD på verdensplan, hvilket gør den til den næstmest indbringende i serien efter forgængeren Skyfall.
Filmen handler om James Bonds møde med den internationale kriminelle organisation SPECTRE, der ikke har optrådt i Eon Productions' serie siden Diamonds Are Forever fra 1971. Desuden knytter den Craigs film sammen i en sammenhængende historie. Flere faste figurer fra James Bond-filmene er med, herunder M, Q og Miss Moneypenny, der suppleres af Léa Seydoux som Dr. Madeleine Swann, Dave Bautista som Mr. Hinx, Andrew Scott som Max Denbigh og Monica Bellucci som Lucia Sciarra.
Spectre blev indspillet fra december 2014 til juli 2015 i Østrig, Storbritannien, Italien, Marokko og Mexico. Filmen havde premiere 26. oktober 2015 i Royal Albert Hall i London, og efterfølgende verden over. Filmen fik generelt blandet kritik. Den blev kritiseret for sin længde og manuskript men blev rost for sit skuespil, instruktion, optagelser og musik. Titelsangen Writing's on the Wall fik tilsvarende blandet kritik, især sammenlignet med forgængeren fra Skyfall, men vandt dog ikke desto mindre en Golden Globe Award og en oscar for bedste originale sang.

## Handling
Under en mission i Mexico City, som James Bond uofficielt har fået ordre til af den tidligere M i en videooptagelse fra før hendes død, dræber han to mænd, der vil sprænge et stadion i luften, men det resulterer i, at bygningen de er i eksploderer og kollapser. Bond forfølger Marco Sciarra, der overlevede braget og border en helikopter. Bond følger efter, og i den efterfølgende kamp smider han både Sciarra og piloten ud af helikopteren, idet han stjæler Sciarras blæksprutte-ring, mens han gør det. Tilbage i London bliver Bond taget væk fra arbejde i felten på ubestemt tid af den nuværende M. M selv er midt i en magtkamp med C, lederen af den nyskabte Joint Intelligence Service, der består af de nyligt fusionerede MI5 og MI6. C vil også skabe efterretningssamarbejdet "Nine Eyes" mellem ni lande og lukke 00-afdelingen ved samme lejlighed, som han anser for at være forældet.
Bond trodser M's ordre og rejser til Rom for at deltage i Sciarras begravelse. Den aften besøger han Sciarras enke Lucia, der fortæller ham om en kriminel organisation, som hendes mand var med i, og hvor de mødes den aften. Bond kommer ind til mødet ved at vise ringen og ser organisationens leder, der leder et møde. Lederen nævner begivenhederne i Mexico og nævner Bond ved navn, idet han vender sig mod ham. Den genkendte Bond flygter fra mødet med en biljagt gennem Rom til følge, hvor Bond bliver forfulgt af Mx. Hinx, en lejemoder der arbejder for organisationen. Bond undslipper fra sin bil, lige før den ryger i floden Tiberen. Miss Moneypenny fortæller Bond, at en reference han hørte både i Mexico og til mødet vil lede til Mr. White, et tidligere medlem af organisationen Quantum, der viser sig at være underordnet organisationen Spectre. Bond beder også om et tjek på Franz Oberhauser, som har været antaget for død.
Bond rejser til Østrig for at finde White og finder ham døende, forgiftet af thallium. White beder Bond om at finde hans datter, dr. Madeline Swann, der vil tage ham til L'Américain, der vil føre ham til organisationen. Derefter begår White selvmord. Bond finder Madeline på klinikken, hvor hun arbejder, men hun bliver kidnappet af Mr. Hinx. Bond forfølger kidnapperne med fly og tvinger tre biler til at køre galt, før han slipper væk med Swann. Parret mødes derefter med Q, som Bond har givet til opgave at undersøge Sciarras ring. Q finder ud af, at ringen indeholder digitale filer, der forbinder Oberhauser, organisationens leder, med Bonds tre tidligere missioner. Swann fortæller dem om navnet Spectre, og at L'Américain er et hotel i Marokko.
Parret rejser til hotellet, hvor de bor i en suite, som hendes far plejede at bo i hvert år. Bond opdager, at White har bygget et hemmeligt rum fuldt af videobånd, kort og fotografier samt koordinater for, hvor de dernæst skal tage hen, et krater i ørkenen. De tager toget til den nærmeste station, men undervejs bliver de igen angrebet af Mr. Hinx, som Bond smider af toget. Efter ankomsten til stationen bliver Bond og Swann transporteret til Oberhausers base i krateret. Oberhauser fortæller at Spectre har arrangeret terrorangreb rundt om i verdenen for at skabe et behov for Nine Eyes, som Spectre til gengæld vil få ubegrænsede informationer fra. Bond bliver tortureret mens Oberhauser taer om deres fælles baggrund hvor Oberhausers far blev Bonds midlertidige værge efter denne blev forældreløs som barn. Oberhauser betragtede Bond som en gøgeunge, der overtog hans plads som søn, og myrdede derfor sin far, foregav sin egen død og skiftede navn til Ernst Stavro Blofeld, før han dannede Spectre. Bond og Swann undslipper imidlertid ved hjælp af Bonds eksploderende ur og ødelægger basen ved samme lejlighed.
Tilbage i London mødes Bond og Swann med M, Bill Tanner, Q og Miss Moneypenny og de tager afsted for at arrestere C og stoppe lanceringen af Nine Eyes. Swann forlader dem dog, fordi hun ikke kan leve et liv med spionage, men bliver efterfølgende kidnappet. På vejen bliver MI6-folkene angrebet, og Bond bliver kidnappet. M og de andre undslipper og fortsætter med at vente på C på hans kontor, arrestere ham og stoppe Nine Eyes før lanceringen, men i den efterfølgende kamp falder C ud af et vindue og bliver dræbt. Imens bliver Bond taget til den gamle MI6-bygning, der stadig er i ruiner og står foran nedrivning, men han afvæbner sine fangevogtere, før han går ind i bygningen. Han møder Blofeld, der fortæller ham, at bygningen vil eksplodere om tre minutter, og at Swann er skjult et sted i den. Bond finder hende og parret undslipper på en båd ud på Themsen, mens bygningen kollapser bag dem. De forfølger Blofeld, der er i helikopter og skyder den ned, så den styrter ned på Westminster Bridge. Blofeld kravler væk fra vraget men bliver konfronteret af Bond, der imidlertid vælger at overlade det til M at arrestere ham og i stedet selv forlader stedet med Swann. Nogle dage efter besøger Bond Q for at hente sin reparerede Aston Martin DB5, som han derefter kører afsted i sammen med Swann.

## Medvirkende
- Daniel Craig - James Bond, agent 007. Instruktøren Sam Mendes har beskrevet Bond som værende ekstremt fokuseret i Spectre og kunne lide sin nye dedikation til jagt.[12]
- Christoph Waltz - Ernst Stavro Blofeld. Han var tidligere kendt som Franz Oberhauser, en mand antaget for at være død. Hans far hjalp til med at opdrage Bond, efter hans forældre døde. Som Blofeld er han den mystiske hjerne bag SPECTRE og den der har i trukket i trådene i Bonds senere liv foruden at være en magtfald, manipulerende terrorist.
- Léa Seydoux - Madeleine Swann, en psykolog der arbejder på en privat klinik i de østrigske alper[13] og Mr. Whites datter.[14]
- Ben Whishaw - Q, MI6's kvartermester der forsyner Bond med udstyr til brug i felten.[15]
- Naomie Harris - Eve Moneypenny, en tidligere agent der nu er M's sekretær.[15]
- Dave Bautista - Mr. Hinx, en lejemorder og et højt rangerende medlem af SPECTRE. Figuren er løst baseret på Donald Grant fra James Bond-filmen From Russia with Love fra 1963.[13]
- Andrew Scott - Max Denbigh, et medlem af den britiske regering og hemmeligt agent for SPECTRE,[16] der er kendt under sit kodenavn, C.[17]
- Monica Bellucci - Lucia Sciarra, enken efter en lejemorder Bond har dræbt.[18]
- Ralph Fiennes - Gareth Mallory, den nyligt udnævnte chef for MI6 og Bonds overordnede, der er bedre kendt under sit kodenavn M..[15]
- Rory Kinnear - Bill Tanner, MI6's stabschef.[19]
- Jesper Christensen - Mr. White,[20][21] flygtet fra MI6 og et højt placeret medlem i organisationen Quantum. Han medvirkede også i Casino Royale og Quantum of Solace.
- Alessandro Cremona - Marco Sciarra,[22] en forbryder der arbejder for SPECTRE og Sciarras mand.[16]
- Judi Dench - Den afdøde M der i en videooptagelse fra før hendes død i Skyfall' og afleveret til Bond bagefter giver ham instruktioner om at dræbe en kendt terrorist.[23]

## Baggrund
Organisationen SPECTRE (SPecial Executive for Counter-intelligence, Terrorism, Revenge and Extortion) optrådte som James Bonds modstandere i flere af Ian Flemings og John Gardners romaner og flere af de tidligere film. Rettighederne til organisationen og de tilknyttede figurer har imidlertid været genstande for langvarige stridigheder. De begyndte i 1961, da Ian Fleming benyttede elementer fra et ufærdigt filmmanuskript skrevet af Kevin McClory og filmmanuskriptforfatteren Jack Whittingham til romanen Thunderball, hvilket fik McClory til at anlægge sag med påstand om ejerskab til de pågældende elementer. I 1963 resulterede retssagen mellem de to i en aftale om, at McClory fik filmrettighederne, hvilket gjorde det muligt for ham at blive producent på filmen Thunderball fra 1965 sammen med Albert R. Broccoli og Harry Saltzman og ikke-EON-filmen Never Say Never Again fra 1983, en opdateret remake af Thunderball. Derudover fik Eon Productions licens fra McClory til at bruge SPECTRE og de tilknyttede figurer i ti år, hvilket gjorde det muligt for dem at medvirke i de efterfølgende film, You Only Live Twice fra 1967, On Her Majesty's Secret Service fra 1969 og Diamonds Are Forever fra 1971. Desuden var det planen at lave endnu en remake af Thunderball med titlen Warhead 2000 A.D. i 1990'erne, men den blev opgivet. Endelig betød afgørelsen, at Fleming beholdt de litterære rettigheder, så SPECTRE og de tilknyttede figurer fortsat kunne dukke op i romanerne.
I november 2013 bilagde Metro-Goldwyn-Mayer (MGM) og boet efter McClory formelt sagen med Eon Productions søsterselskab Danjaq, LLC, så MGM fik de fulde filmrettigheder til SPECTRE og alle de tilknyttede figurer. Dermed var vejen banet for, at SPECTRE kunne vende tilbage som James Bonds modstandere i filmene efter årtiers fravær.

## Produktion
I marts 2013 oplyste Sam Mendes, at han ikke ville vende tilbage som instruktør på den næste film, på det tidspunkt kendt som Bond 24, men han tog dog senere sine ord i sig igen og oplyste, at han alligevel ville vende tilbage, da han syntes, at manuskriptet og de langsigtede planer for franchisen var tiltrækkende. På den måde blev Mendes den første til at instruere to James Bond-film efter hinanden siden John Glen instruerede fem film i træk fra Moonraker i 1979 til Licence to Kill i 1989. Thomas Newman vendte også tilbage som filmens komponist, mens Hoyte van Hoytema tog over som fotograf fra Roger Deakins. I juli 2015 bemærkede Mendes, at det samlede antal medarbejdere på Spectre var over et tusind og dermed endnu flere end på Skyfall. Blandt disse var Daniel Craig, der udover at spille hovedrollen også blev krediteret som medproducent. Craig anså krediteringen for at være et højdepunkt i sin karriere: "Jeg er bare så stolt over, at mit navn dukker op andre steder i introen."
Økonomien tog udgangspunkt i en aftale om Bond-franchiset fra 2011 mellem Sony Pictures Entertainment og Metro-Goldwyn-Mayer (MGM), der skulle betale 25 % af nettoomkostningerne for både Skyfall og Spectre mod at få 25 % af profitten samt afgifter for at tage sig af distributionen på verdensplan. Da Spectre blev annonceret i juni 2013 var budgettet endnu ikke på plads, men det var givet, at det ville blive højere end de 210 mio. USD for Skyfall på grund af fremmede lokaliteter og højere aflønning af Mendes og Craig. Sony og MGM ønskede at skære på stunts og brug af lokaliteter for at reducere i budgettet, men det fik Eon forhindret. Til gengæld fik de sikret sig støtte og skatterabatter, heriblandt 14 mio. USD fra Mexico.
I november 2014 blev Sony Pictures Entertainment angrebet af hackere, der afslørede detaljer fra interne e-mails om flere højtprofilerede filmprojekter. Det omfattede blandt andet flere sager vedrørende produktionen af Spectre med påstande om budgetoverskridelser, detaljer fra tidlige skitser af John Logans manuskript og udtryk for Sonys frustration over projektet. Eon Productions bekræftede senere lækken af, hvad de omtalte som et tidlig version af drejebogen.
I juli 2016 afslørede Nicolas Winding Refn, at han havde afvist et tilbud om at instruere filmen.
Hvor meget filmen kom til at koste i sidste ende er ikke helt klart. Budene svinger fra 230-250 mio. USD til så meget som 300-350 mio. USD. De 350 mio. USD er dog inklusive markedsføringsbudgettet på 100 mio. USD. Der blev brugt 21,5 mio. USD på tv-reklamer og yderligere 100 mio. USD på andre former for reklamer og markedsføring.

### Manuskript
Med Spectre vendte mange manuskriptforfattere fra de tidligere Bond-film tilbage, heriblandt Skyfall's forfatter John Logan, Neal Purvis og Robert Wade, der har arbejdet på de fem foregående Bond-film, og den britiske skuespilforfatter Jez Butterworth, der havde stået for ukrediterede bidrag til Skyfall. Butterworth blev hentet ind for at polere manuskriptet med hjælp fra Mendes og Craig. Butterworth omtalte sine ændringer som tilføjelser af hvad han gerne ville have set som teenager og begrænsning af scener, hvor Bond taler med mænd, fordi "Bond skyder andre mænd - han sidder og ikke hyggesnakker med dem."
Efter erhvervelsen af rettighederne til SPECTRE og de tilknyttede figurer afslørede Neal Purvis og Robert Wade, at filmen Spectre ville have en mindre retcon af kontinuiteten fra de tidligere film. Organisationen Quantum, der blev hentydet til Casino Royale og formelt introduceret i Quantum of Solace, betragtes nu som en afdeling af SPECTRE snarere end som en uafhængig organisation. En anden ændring var, at SPECTRE ikke længere er en forkortelse, men at organisationen simpelthen hedder "Spectre".
Filmen Spectre er en original historie, men den trækker alligevel på Ian Flemings romaner og noveller, især ved figuren Franz Oberhauser, spillet af Christoph Waltz, og hans far Hannes. Hannes Oberhauser er en bifigur i novellen Octopussy fra antologien Octopussy and The Living Daylights, og i filmen omtales han som at have været en midlertidig værge for en ung Bond i 1983. Da Mendes ledte efter begivenheder i den unge Bonds liv, der kunne følge op på barndommen, der omtaltes i Skyfall, stødte han på Hannes Oberhauser, der blev en faderfigur for Bond. Ud fra den fik Mendes ideen til Oberhausers barn Franz, der så at sige var blevet skubbet ud af reden af gøgeungen Bond. Tilsvarende bliver Charmian Bond angivet som hans værge på fuld tid, hvorved den baggrundshistorie Fleming skrev respekteres.

### Skuespillere
Skuespillerne til hovedrollerne blev afsløret i december 2004 ved 007 Stage hos Pinewood Studios. Daniel Craig vendte tilbage som James Bond for fjerde gang, mens Ralph Fiennes, Naomie Harris og Ben Whishaw gentog deres roller fra Skyfall som hhv. M, Eve Moneypenny og Q. Rory Kinnear spillede desuden Bill Tanner for tredje gang.
Christoph Waltz blev valgt til rollen som Franz Oberhauser, men han afviste at kommentere den. Da filmen havde premiere, viste det sig, at rollen dækkede over Ernst Stavro Blofeld. Waltz blev interesseret i filmen, fordi den beskæftiger sig med teknologibaseret masseovervågning og giver udtryk for relevante sociale problemer på en måde, som få Bond-film har gjort før. Han benægtede at rollen var skrevet specielt til ham men tilføjede, at "da jeg kom ombord, voksede, udviklede og muterede rollen."
Dave Bautista blev valgt som Mr. Hinx, efter at producenterne havde søgt efter en skuespiller med en baggrund indenfor kontaktsport. Figuren siger kun et enkelt ord i hele filmen. Sam Mendes troede, at figurens stille natur ville drive Bautista væk, men den livslange Bond-fan var interesseret i at genoplive arketypen med den stille håndlanger, der var blevet benyttet ved figurer som Jaws. Bautista blev primært inspireret af Oddjob fra Goldfinger. Han forklarede at det at være tavs skabte en udfordring ved skuespillet, idet han skulle finde en måde at tale uden faktisk at gøre det.
Til rollen som Madeleine Swann søgte Mendes bevidst efter en mere erfaren skuespiller efter at have valgt Bérénice Lim Marlohe, en forholdsvis ny skuespiller, som Sévérine in Skyfall og endte med at vælge Léa Seydoux. Monica Bellucci fik rollen som Lucia Sciarra, hvilket gjorde hende til den hidtil ældste Bond-kvinde med sine 50 år. Hun havde tidligere været til audition for rollen som Paris Carver i Tomorrow Never Dies men var blevet droppet til fordel for Teri Hatcher. I et særskilt interview med den danske hjemmeside Euroman afslørede Jesper Christensen, at han ville gentage sin rolle som Mr. White fra Casino Royale og Quantum of Solace. I sidstnævnte film havde det i øvrigt været meningen, at der skulle have været en epilog, hvor figuren blev dræbt, men den scene blev klippet fra i den endelige film, hvilket muliggjorde hans tilbagevenden i Spectre.
Udover skuespillerne til hovedrollerne blev Alessandro Cremona hyret til rollen som Marco Sciarra, Stephanie Sigman som Estrella, og Detlef Bothe som skurk til scener, der blev optaget i Østrig. I februar 2015 blev der desuden hyret over 1.500 statister til de indledende scener i Mexico, men her blev der dog snydt lidt, så de i stedet kom til ud som ca. 10.000 personer i filmen.

### Optagelser
Instruktøren Sam Mendes oplyste, at produktionen ville begynde 8. december 2014 hos Pinewood Studios, og at optagelserne ville tage syv måneder. Mendes beskæftigede også en række andre lokaliteter for optagelser, herunder London, Mexico City og Rom. Fotografen Hoyte van Hoytema optog primært filmen på Kodak 35 mm film og i mindre omfang med digitalkameraer som 6K Arri Alexa 65mm i modsætning til Skyfall, der udelukkende var blevet optaget med digitalkameraer.
Nogle af de første optagelser fandt sted hos Pinewood Studios og omkring London af scener med Daniel Craig og Naomie Harris i Bonds bolig og med Daniel Craig og Rory Kinnear på vej ned ad Themsen.
Fra december 2014 til februar 2015 var der optagelser i Østrig i området omkring Sölden, herunder Ötztaler Gletscherstraße, Rettenbachferner og det nærliggende skiområde og kabelbanestation samt Obertilliach og Altaussee. Scenerne i Østrig fokuserede på Hoffler Klinik, en privat lægeklik i de østrigske alper, og omfattede scener med en Land Rover Defender Bigfoot og en Range Rover Sport. Der blev desuden benyttet flere forskellige flymodeller, lige fra et fly i fuld størrelse med aftagelige vinger til at optage et styrt i skoven med, til flyskrog der enten blev opsat på snemobiler eller skudt afsted med nitrogenkanoner. Undervejs måtte produktionen dog sættes på hold, da Daniel Craig forstuvede foden under en kampscene, og senere da tre medarbejdere kom til skade i et uheld med et køretøj, heraf mindst en alvorligt.
Efterfølgende rykkede man midlertidigt tilbage til England for at optage scener ved Blenheim Palace i Oxfordshire, der gjorde det ud for en lokalitet i Rom. Derefter fortsatte man i den rigtige by med fem ugers optagelser spredt udover den, herunder Ponte Sisto-broen og Roman Forum. Her stødte man dog på modstand fra forskellige interessegrupper og lokale myndigheder, der var bekymrede for potentielle skader på byens historiske steder, og at problemer med graffiti og affald ville fremgå af filmen.
Special effects supervisor Chris Corbould oplyste, at det var nødvendigt med omfattende planlægning af scenerne i Rom før optagelserne for at undgå uheld. Man gik endda så vidt som at bygge beskyttelse ovenpå de trin, hvor der skulle køre biler, idet optagelserne omfattede en biljagt langs floden Tiberen og gennem gaderne med en Aston Martin DB10 og en Jaguar C-X75. DB10 var en model, der var udviklet specielt til filmen og, som kun blev produceret i ti eksemplarer. C-X75 var oprindelig udviklet som et elektrisk hybridkøretøj med fire individuelle elektriske motorer drevet af to jetturbiner, før projektet blev droppet. Udgaven der bruges i filmen blev ombygget med en normal motor for at minimere problemer med det komplekse hybridsystem. Den benyttede C-X75 var udviklet af ingeniørafdelingen af formel 1-racerholdet Williams, der byggede den originale prototype til Jaguar. Der blev monteret fjernstyring ovenpå bilerne, så de kunne køres, mens kameraerne fokuserede på Craig og Bautista ved rattet. Ifølge den ledende stuntkoordinator Gary Powell var der risiko for, at optagelserne af biljagten kunne være røget ind i Vatikanstaten. Samtidig satte filmen rekord for smadrede biler med i alt syv Aston Martins til en samlet værdi af 48 mio. USD.
Efter optagelserne var færdige i Rom, rykkede man videre til Mexico City i slutningen af marts for at optage filmens introsekvens med scener fra De Dødes Dag-festen optaget i og omkring Zócalo og Centro Histórico-området. Den første scene blev til i form af seks nøje planlagte optagelser, der senere blev sat sammen til en lang i efterproduktionen. På den måde kom det til at se ud som om, at et enkelt kamera havde fulgt Craig fra paraden og op på et hotelværelse, selvom paraden var optaget i Mexico og interiøret i Pinewoods Studios. Optagelser i Mexico omfattede i øvrigt 1.500 statister, 10 kæmpeskeletter og 250.000 papirblomster. De planlagte scener krævede desuden, at et torv blev afspærret af hensyn til optagelser af en kamp om bord på Messerschmitt-Bölkow-Blohm Bo 105-helikopter fløjet af stuntpiloten Chuck Aaron, og at nogle bygninger måtte modificeres for at undgå skader. Ifølge mexicanske medier ville filmens sekundære hold derudover tage til Palenque i Chiapas for at optage flyvescener, der ville være for farlige at optage i et byområde. De blev efterfølgende indsat over et computerskabt torv og folkemængde under helikopteren, mens stuntmænd med motion capture kæmpede indenfor. Mendes og effektfolkene følte, at det ville give et troværdigt indtryk og bevægelser sammenlignet med en digitalt indsat helikopter over Mexico City. Efter optagelserne i Mexico blev Daniel Craig fløjet til New York City under en planlagt pause for at få foretaget en mindre operation for at rette op på en skade, som han fik på knæet under optagelserne i Østrig. Det blev oplyst, at optagelserne ikke blev påvirket, og Craig vendte tilbage til optagelserne hos Pinewoods Studio som planlagt 22. april. Nogle af optagelserne i Mexico blev dog alligevel foretaget med stuntmænd, hvis ansigter efterfølgende blev erstattet med Craigs digitalt.
Mens optagelserne i Mexico City fandt sted, var der rygter om, at manuskriptet var blevet ændret for at opfylde de mexicanske myndigheders krav, hvilket angiveligt påvirkede detaljer for scener og figurer, valg af skuespillere og ændringer af manuskriptet for at stille landet i et positivt lys, mod at man til gengæld fik skattefordele og støtte på op til $20 mio. til filmen. Det blev dog benægtet af producenten Michael G. Wilson, der fastslog, at det altid have været meningen at filme i Mexico, idet man var tiltrukket af sceneriet ved De Dødes Dag, og at manuskriptet var udviklet ud fra det. Produktionen af Skyfall havde i øvrigt haft lignende problemer, da man forsøgte at få sikkerhedstilladelser til at optage filmens introsekvens i Indien, før man rykkede til Istanbul.
17. maj 2015 blev der igen filmet på Themsen. Her blev der optaget stuntscener om natten med Craig og Seydoux på en speedbåd og med en lavtflyvende helikopter nær Westminster Bridge, idet denne og Lambeth Bridge var lukket imens. Der blev desuden optaget scener på floden nær MI6's hovedkvarter ved Vauxhall Cross. Mindre end en uge efter vendte man tilbage for at optage scener udelukkende på Westminster Bridge. Londons brandvæsen var til stede for at siumulere regn og generere røg til brug for optagelserne. Craig, Seydoux, Waltz, Harris og Fiennes blev set deltage i optagelserne. Forud for det var der desuden optaget scener med Fiennes på en restaurant i Covent Garden. Blofelds helikopterstyrt på Westminster Bridge blev lavet med to skrog i fuld størrelse men uden rotorblade der blev indsat med computer i efterproduktionen sammen med skader på stedet. MI6-bygningen, der i filmen er evakueret og klargjort til nedrivning efter terrorangrebet i Skyfall, blev erstattet af en digital kopi. Detoneringen af bygningen blev foretaget med en kombination af en model og den digitale kopi.
Da optagelserne i England var færdige i juni, rejste man til Marokko, hvor der fandt optagelser sted i Oujda, Tangier og Erfoud, efter at et sekundært hold i forvejen havde foretaget deres arbejde der. Optagelserne med Spectres hovedkvarter fandt sted i Gara Medouar, et "krater", der er skabt ved erosion, men som i filmen angives at være skabt af et meteornedslag. Mens man var i Marokko, optog man en eksplosion, der var så omfattende, at den efterfølgende blev optaget i Guiness Rekordbog som "verdens største filmeksplosion" med Chris Corbould som rekordindehaveren. Eksteriøroptagelserne af et luksustog i en ørken er af Oriental Desert Express. De sidste primære optagelser fandt sted 5. juli 2015. Som markering holdt man en afslutningsfest for Spectre, før efterarbejdet på filmen gik i gang. Optagelserne havde taget 128 dage.
Fem firmaer stod for de visuelle effekter - Cinesite, Double Negative, ILM London, Moving Picture Company og Peerless - under ledelse af Steve Begg. De computerskabte effekter omfattede udvidelse f scener, digital behandling af biler og sammenstyrtende bygninger. Et sjette firma, Framestore, stod for introsekvensen, den syvende i serien der er skabt af Daniel Kleinman. Den tog fire måneder at færdiggøre og er centreret om et motiv med en blæksputte i stil med Spectres logo suppleret af billeder af forhold og kærlighed.

### Musik
Thomas Newman vendte tilbage som komponist på Spectre. men i stedet for at komponere musikken efter optagelserne var færdige, valgte han at arbejde, mens de stod på. Biograftraileren fra juli 2015 gav en smagsprøve med en redigeret udgave af John Barrys tema fra On Her Majesty's Secret Service. Ifølge instruktøren Sam Mendes ville den færdige film omfatte over et hundrede minutter med musik. Soundtracket blev udgivet 23. oktober 2015 i Storbritannien og 6. november 2015 under mærket Decca Records. 
Det engelske band Radiohead fik til opgave at skrive titelsangen og indsendte Man of War, en uudgivet sang fra 1990'erne. Sangeren Thom Yorke havde dengang beskrevet den som en hyldest til Bond-temaer. Produktionsholdet kunne godt lide sangen men afslog den, da de opdagede, at den ikke var original, hvilket blandt andet betød, at den ikke ville kunne få en Oscar for bedste sang. Radiohead indspillede så en anden sang til filmen, Spectre, men den blev også afvist, fordi den var for melankolsk.
I september 2015 blev det annonceret, at Sam Smith havde skrevet titelsangen Writing's on the Wall, som Smith desuden selv sang til filmen. Smith sagde, at sangen blev til over en enkelt omgang, og at han og Napes skrev det på under en halv time, før de optog en demo. Kvaliteten var tilfredsstillende, så demoen blev brug i den færdige udgave. Sangen blev udgivet som digital download 25. september 2015. Sangen fik en blandet modtagelse blandt kritikere og fans, især sammenlignet med Adeles titelsang til Skyfall. Ikke desto mindre blev den det første Bond-tema til at opnå en førsteplads på UK Singles Chart. Desuden vandt den en Oscar for bedste sang. Det var anden gang en Bond-sang vandt og kun femte gang en var nomineret. Sangen vandt også en Golden Globe Award for bedste originale sang.

### Marketing
Ved pressekonferencen i december 2014 for annonceringen af starten på optagelserne afslørede Aston Martin og Eon den nye DB10 som den officielle Bond-bil for filmen på scenen hos Pinewood Studios. Bilen var designet i samarbejde mellem Aston Martin og filmproducenterne og produceret i kun ti eksemplarer til brug for filmen som fejring af 50-året for firmaets associering med franchiset. Det var dog kun de otte biler, der blev brugt til selve filmen; de to sidste blev brugt til promovering. En anden bil, Jaguar C-X75, blev modificeret til brug i filmen, og efterfølgende benyttede Williams F1 007-logoet på deres biler ved Mexicos Grand Prix 2015, hvor holdet var værter for skuespullere og medarbejdere forud for filmens mexicanske premiere.
Som reklame for filmen fortsattes trenden fra Skyfall med at gengive billeder af klaptræ og video blogs på franchisets officielle konti på sociale medier.
13. marts 2015 medvirkede flere skuespillere og medarbejdere, herunder Daniel Craig, Ben Whishaw, Michael G. Wilson og Sam Mendes, samt den tidligere James Bond-skuespiller Roger Moore i en sketch skrevet af David Walliams og Dawson Bros. for Comic Reliefs Red Nose Day på BBC One, hvor de lavede en bag-om-mockumentary om optagelserne af Spectre.
Den første trailer for Spectre blev offentliggjort verden over i marts 2015, efterfulgt af en biograftrailer i juli og den endelige trailer i oktober.

## Premiere og modtagelse
Spectre havde verdenspremiere i Royal Albert Hall i London 26. oktober 2015, samme dag som den også havde premiere i resten af Storbritannien og Irland. I Danmark havde den premiere 30. oktober 2015. Længe før premieren formåede filmen dog at påvirke en anden film, for efter at det blev annonceret, at optagelserne var i gang, besluttede Paramount Pictures at fremskynde premieren på Mission: Impossible - Rogue Nation for at undgå at konkurrere med Spectre. I marts 2015 annoncerede IMAX, at Spectre vil blive vist i deres biografer efter Skyfalls succes hos dem. I alt fik filmen premiere i mindst 647 biografer i Storbritannien, heraf 40 IMAX, og slog derved Skyfall, der havdre premiere i 587 biografer og 21 IMAX-sale.

### Indtjening
Spectre indbragte 880,7 mio. USD på verdensplan, heraf 135,5 mio. USD fra det britiske marked og 200,1 mio. USD fra Nordamerika, hvilket gjorde den til den næstmest indbringende Bond-film efter Skyfall. og den sjettemest indbringende film fra 2015. Deadline.com anslog filmens nettoprofit til at være 98,4 mio. USD, når der var taget højde for alle omkostninger. Sony havde forventet, at filmens nettoprofit ville være ca. 38 mio. USD, hvis den havde klaret sig som sin forgænger. Men da den indbragte 20 % mindre end Skyfall, blev den faktiske profit på 24,6 mio. USD. Sony betalte 50 % af produktionsomkostningerne for filmen - ca. 250 mio. USD efter tilskud fra myndigheder - men fik kun 25 % af profitten, når omkostningerne var betalt. Studiet brugte også et tocifret antal millioner på markedsføring og måtte give MGM en del af profitten fra dets ikke Bond-film, herunder 22 Jump Street.
Filmen spillede i 94 lande, hvoraf den fra starten lå i top i 71 af dem. Den toppede desuden hitlisten for biografbesøg verden over tre weekender i træk, før den blev slået af The Hunger Games: Mockingjay - Del 2.
I Storbritannien tjente filmen 4,1 mio. GBP på premieredagen mandag 26. oktober 2015 fulgt af hhv. 6,3 mio. GBP og 5,7 mio. GBP de to efterfølgende dage, hvilket var britisk rekord for både en tirsdag og en onsdag. Da den første uge var gået, lå indtjeningen på 41,7 mio. GBP, hvorved filmen slog rekorden for første uge, som Harry Potter og Fangen fra Azkaban havde sat med 23,88 mio. GBP tilbage i 2004. Heraf stammede 20,4 mio. GBP fra fredag og lørdag, lidt mere end de 20,1 mio. GBP Skyfall indtjente de samme dage. Filmen overtog desuden Avatars rekord som den mest indbringende film i IMAX med 10,09 USD.
I Tyskland lagde filmen ud med 22,45 mio. USD inkl. forpremierer, hvilket er ny rekord for en lørdag. I Australien åbnede den tilsvarende med 8,7 mio. USD inkl. forpremierer og i Sydkorea med 8,2 mio. USD inkl. forpremierer. I Frankrig åbnedes med 14,6 mio. USD til trods for, at terrorangrebene i Paris 13. november medførte, at flere biografer lukkede. I Mexico, hvor dele af filmen blev optaget, åbnedes med 4,5 mio. USD, mere end det dobbelte af Skyfall. Den slog også forgængeren i flere nordiske lande så som Finland med 2,66 mio. USD og Norge med 2,91 mio. USD. Tilsvarende godt gik det i Danmark med 4,2 mio. USD, Nederlandene med 3,38 mio. USD og Sverige med 3,1 mio. USD. I Indien startede filmen som nr. 1 med 4,8 mio. USD, 4 % mere end Skyfall. I den tysktalende del af Schweiz lå filmen i top i fire uger. I Nederlandene lå den i top syv uger i træk og slog Minions (film) som årets mest sete film. De mest indbringende markeder udenfor Storbritannien og Nordamerika er Tyskland med 70,3 mio. USD og Frankrig med 38,8 mio. USD.
I USA og Canada havde filmen premiere 6. november 2015. Det var forventet, at åbningsweekenden ville resultere i en indtjening på 70-75 mio. USD fra 3.927 biografsale, den hidtil største premiere for en James Bond-film. I praksis endte den med at tjene 70,4 mio. USD, hvilket var noget mindre end Skyfalls 88,4 mio. USD men nok til at komme i top hos biograferne. IMAX indtjente 9,1 mio. USD fra 374 sale, premium large format 8 mio. USD fra 329 biografer og Cinemark XD 1,85 mio. USD fra 112 steder.
I Kina åbnede filmen 12. november med en indtjening på 15 mio. USD på åbningsdagen, hvilket var den næststørste dag for en Hollywood-film i 2D efter Mission: Impossible - Rogue Nation med 18,5 mio. USD. Samtidig optog der 43 % af alle biografsale til rådighed, inklusive adskillige IMAX-sale. I løbet af åbningsweekenden indtjente den 48,1 mio. USD fra 14,700 biografsale, 198 % mere end Skyfall, og ny rekord for Hollywood-film i 2D. IMAX stod for 4,6 mio. USD fra 2446 biografsale, også en ny rekord for en tredages åbning i november, som Interstellar hidtil havde haft. I den anden weekend måtte filmen imidlertid nøjes med 12,1 mio. USD, et fald på 75 % og det næstværste fald i en anden weekend for store Hollywood-film i 2015. Efter fire weekender lå indtjeningen på 84,7 mio. USD til trods for forventning om over 100 mio. USD. Den forholdsvis lave indtjening sammenlignet med andre Hollywood-film, der har haft succes i Kina, blev primært begrundet med blandet kritik og konkurrence fra lokale film.

### Anmeldelser
Spectre fik blandede anmeldelser af kritikkerne. Mange gav den enten en meget positiv eller en meget negativ bedømmelse. Mange kritikkere roste filmens åbningsscene, actionsekvenser, stunts, optagelser og skuespil. Rotten Tomatoes samlede 365 anmeldelser og vurderede 63 % af dem til at være positive med en gennemsnitlig bedømmelse på 6,4/10. De bemærkede desuden at filmen "bringer Daniel Craigs genstartede Bond tættere på de gloværdige, actiondrevne indtryk fra tidligere, om end den sandt at sige støtter sig til den etablerede 007-formular." Hos Metacritic fik filmen 60 ud af 100 points, baseret på 48 anmeldelser, hvilket indikerede "blandet eller jævn kritik". Hos CinemaScore gav publikum filmen en gennemsnitlig karakter på "A−" på en A+ til F-skala.
Forud for premieren i Storbritannien fik Spectre overvejende positiv kritik. Mark Kermode fra The Guardian gav filmen fire ud af fem stjerner og bemærkede at "mens Spectre måske ikke er på højde med sin umiddelbare forgænger, så rammer den stadig plet med at give hvad en publikum ønsker af dette tilsyneladende ustoppelige franchise." Peter Bradshaw fra samme avis gav filmen alle fem stjerner og skrev at "Daniel Craig er vokset ind i rollen som den britiske spion med flair koldblodighed, og denne opfindsomme, intelligente og komplekse nye udflugt viser ham frem på brilliant vis." Robbie Collin fra The Daily Telegraph gav også Spectre fem stjerner og beskrev den som "et elegant show af tillid" og "en bedrift an ren filmisk trolddom." Kim Newman fra Sight and Sound var også positiv om end kritisk: "trods hele sit egensindige plot (inklusive en ubehjælpsom forbindelse til Bonds barndom der giver meget lidt mening) og færdigsyede elementer, så virker Spectre (...) Publikums tålmodighed bliver sat på prøve af to en halv time langt standardværk bygget over en seriens tyndere historier." IGN's Chris Tilly bedømte Spectre som solid om end uspektakulær og gav filmen 7,2 ud af 1 points med ordene: "Filmen mangler substans. Den gør en solid indsats men ej der fejler frustrerende med det storslåede."
I USA var kritikken mere blandet. Matt Zoller Seitz fra Roger Ebert.com gav filmen 2,5 stjerne ud af 4 og bemærkede at "Hvis Spectre var en fantastisk film eller en forholdsvis god en, ville den måske være vidunderlig eller i det mindste interessant. Men den er en mærkelig uensartet, uinteresseret film." Kenneth Turan fra Los Angeles Times konkluderede, at Spectre "forekommer forpustet og uinspireret" og fortsatte at "at end ikke tilføjelse af endnu en forfatter (Jez Butterworth) til holdet af John Logan plus Neal Purvis og Robert Wade, der skrev den tidligere, stærkere Skyfall, kan ryste op i den udmattelse den hænger over en produktion med et budget, der er estimeret til at ligge i området 250-300 mio. USD." Manohla Dargis fra The New York Times rakkede direkte filmen ned med "Der er intet overraskende i Spectre, den 24. 'officielle' titel i serien, hvilket antageligt er som planlagt. Næsten som det perfekte er det godes fjende, så er originalitet ofte en fjende af indtjening i biograferne." Scott Mendelson fra Forbes kritiserede også filmen som "den værste 007-film i 30 år" og tilføjede "Dårligt blandet nostalgi og nyskabt 'alt er forbundet'-verdensbyggende franchise, Spectre vil kede dig til døde, mens den truer med at gøre James Bond til et kulturelt irrelevant levn fra fortiden." Christopher Orr fra The Atlantic kritiserede også filmen med at den "går tilbage på praktisk tage alle fronter: kvinderne, superbilen, skurkens hemmelige skjulested i et goldt krater (!), og hans endeløse monolog, mens han udsætter Bond for den mest udførlige tortur siden Auric Goldfinger truede ham med en laserskåren omskærelse." Lawrence Toppman fra The Charlotte Observer kaldte Craigs optræden for "Bored, James Bored'". Alyssa Rosenberg fra The Washington Post fastslog, at filmen blev "en kedelige koventionel Bond-film". Darren Franich fra Entertainment Weekly så Spectre som "en overreaktion til vores nuværende blockbuster-tid", aspirerende efter "at blive en seriemæssig efterfølger" og afprøve "sig selv som en saga". Han noterede desuden at "intet der sker i Spectre holder til den bare den mindste logiske undersøgelse" men at han "ikke ville begrave Spectre men mærkeligt nok rose den. Fordi den sidste del af filmen er så underlig, så tykhovedet, at den fortjener ekstra opmærksomhed."
Nogle amerikanere var dog positive som Peter Travers fra Rolling Sone, der gav filmen 3,5 ud af 4 stjerner og beskrev den som "Den 24. film om den britiske MI6-agent med licens til at dræbe er en fest for Bond-fans, en hård, sjov, overdådig produceret valentine til det længst kørende filmfranchise." Mick LaSalle fra San Francisco Chronicle gav filmen topkarakter med ordene: "En af de mest tilfredsstillende ting ved Spectre er at udover hele den gribende handling og alle de passende hentydninger til en hemmelig organisation, der er ude efter at stjæle alles personlige informationer, så kommer vi til at tro på Bond som person." Stephen Whitty fra New York Daily News fandt at "Craig er frygtelig dygtig. Dave Bautista udgør en god Oddjob-lignende lejemorder. Og mens Lea Seydoux ikke gør det store indtryk som denne films Bond-pige, så er det måske fordi, vi allerede - alt for kort - har mødt den hypnotiske Monica Bellucci som den første rigtige Bond-kvinde siden Diana Rigg" Richard Roeper fra Chicago Sun-Times skrev at "Det er den 24. Bond-film, og den rangerer solidt på midten af hitlisterne, hvilket betyder, at den stadig er en flot, smukt fotograferet, handlingsmættet, international thriller med et antal vidunderlige, latterlige scener, en kaskade af tørre vitser, et mylder af flotte kvinder og en klassisk psyko-skurk, der er åbenlyst vanvittig, men som synes at foretrække det sådan." Michael Phillips fra Chicago Tribune skrev at "Til trods for sin hengivenhed for helikoptere ude af kontrol, så fungerer Spectre bedst, når alle er nede på jorden og gør deres job med at køre hurtige dyre biler uforsvarligt, detonere lejlighedsvise morsomheder og nyde dem selv og deres flotte tøj." Guy Lodge fra Variety skrev at "Hvad der mangler er den uventede følelsesbetonede nødvendighed fra Skyfall, idet filmen blander sin forgængers nostalgiske indslag med mindre sentimental tilbøjelighed."

### Præmieringer
Ved Oscaruddelingen 2016 fik titelsangen Writing's on the Wall en Oscar for bedste sang. Den blev også præmieret ved Golden Globe Awards og af St. Louis Film Critics Association. Filmen selv blev præmieret som bedste britiske film og bedste thriller ved Empire Awards.

### Hjemmevideo
Spectre blev udgivet som digital HD 22. januar 2016 og på dvd og blu-ray 9. og 22. februar i henholdsvis USA og Storbritannien. Filmen kom straks på toppen af hitlisterne i begge lande. Ved udgangen af 2016 havde den solgt 1,5 mio. eksemplarer i Storbritannien, hvilket gjorde den til årets næstmest sælgende, kun overgået af Star Wars: The Force Awakens. I USA solgte den 2 mio. eksemplarer, hvilket rakte til en 12. plads.
20th Century Fox Home Entertainment udgav filmen på Ultra HD Blu-ray 22. oktober 2019 sammen med dens tre forgængere og alene 25. februar 2020 i USA og 23. marts 2020 i Storbritannien.

### Censur
I Indien blev det rapporteret, at Central Board of Film Certification (CBFC) havde censureret kyssescener med Monica Belluci, Daniel Craig og Léa Seydoux. De havde desuden fjernet lyden ved alle bandeord. Det medførte kritik på internettet, især på Twitter.

### Indflydelse
I filmens åbningsscene er der en De dødes dag-parade i Mexico City. På det tidspunkt var der ellers ikke sådan en parade i byen, men på grund af interessen for filmen og fordi regeringen ønskede at fremme den mexicanske kultur fra før den spanske tid, besluttede de føderale og lokale myndigheder at arrangere en virkelig "Día de los Muertos"-parade gennem Paseo de la Reforma og Centro Historico. Paraden, der fandt sted 29. oktober 2016, tiltrak 250.000 personer.